# تقانة ملائمة
التقانة الملائمة أو التكنولوجيا الملائمة (بالإنجليزية: Appropriate technology)‏ هي حركة إيديولوجية يتم فيها تطبيق مجتمع محدد لعلوم الطبيعة بحثاً عن حلول لمشكلات محددة يواجهها، معتمداً على الإمكانات المتاحة له مستلهما القيم الحضارية التي يؤمن بها. وهي أبسط تقنية والأكثر إيجابية التي يمَكِّن استخدامها من تحقيق الغرض المقصود. فكل منتج من منتجات التكنولوجيا ظاهرة اجتماعية يحمل في ثناياه طابع المجتمع الذي أفرزه ولذلك فإن فاعليته تقترن بتوافر البيئة التي نشأ فيها وتتدهور إذا تخلفت معالم تلك البيئة. لذلك كانت فاعلية أي أسلوب في الإنتاج أو الخدمات تتوقف على مدى ملاءمته لظروف المجتمع المحدد الذي يطبق فيه. ولا شك في تنوع وتعدد هذه الظروف، ومع ذلك يمكن القول إن التكنولوجيا الملائمة هي التي تستجيب لكل من الندرة النسبية لعوامل الإنتاج والبيئة الطبيعية والبيئة الحضارية واستراتيجية التنمية.
ومع ذلك، يثير مفهوم التكنولوجيا بعض اللبس. فبعض الكتاب في الدول النامية يخلطون بين التكنولوجيا الملائمة وبين التكنولوجيا صغيرة النطاق، منخفضة الإنتاجية كثيفة العمل، التي تعمل على استمرار التخلف وتبعية الدول النامية التكنولوجية للدول الصناعية المتقدمة ولقد نتج هذا الخلط عن التفسير لمفهوم التكنولوجيا الملائمة. فأولئك الذين يربطون التكنولوجيا الملائمة بالوسائل المتخلفة، يخلطون عادة بين الطابع المتقدم للتكنولوجيا كبيرة النطاق والأصل الفرعي لها ويجهلون حقيقة أن تصميم وتطوير التكنولوجيا الملائمة الجديدة أو تطويع وتحديث التكنولوجيا القائمة قد يكون حديثاً ومعقداً شأنه شأن أي اختراع زراعي أو صناعي حديث. ولقد أسهم في حدوث هذا اللبس أيضاً وضع عديد من المنظمات والمجموعات التي تبحث في مجال التكنولوجيا الملائمة أهمية كبيرة على أنواع التكنولوجيا صغيرة النطاق والوسيطة وكثيفة العمل، وكان ذلك نتيجة اتجاه الدول النامية في السنوات الأخيرة لاستيراد التكنولوجيا كثيفة رأس المال غير الملائمة من الدول الصناعية المتقدمة.
جرى استخدام التكنولوجيا الملائمة لمعالجة القضايا في طائفة واسعة من الميادين. تشمل الأمثلة المعروفة لتطبيقات التكنولوجيا الملائمة ما يلي: مضخات المياه التي تعمل بالدراجة واليد التي تعمل بالطاقة (وغيرها من الأجهزة التي تعمل بالطاقة الذاتية)، وآلة تقشير المكسّرات العامة والمصابيح الشمسية المستقلة وأعمدة الإنارة باستخدام الطاقة الشمسية والتصميمات المبنى السلبي للطاقة الشمسية. غالبًا ما يجري تطوير التكنولوجيا الملائمة اليوم باستخدام مبادئ مفتوحة المصدر، مما أدّى للوصول إلى تكنولوجيا ملائمة مفتوحة المصدر (OSAT) وبالتالي يمكن إيجاد العديد من خطط التكنولوجيا بحرّية على الإنترنت. جرى اقتراح التكنولوجيا الملائمة مفتوحة المصدر (OSAT) كنموذجٍ جديد لتمكين الابتكار من أجل التنمية المستدامة.
تُناقش التكنولوجيا الملائمة بدرجةٍ أكثر شيوعًا في علاقتها بالتنمية الاقتصادية وفي كونها بديلًا لنقل التقنية إلى تقنيةٍ أكثر كثافة في رأس المال من الدول الصناعية إلى البلدان النامية. ومع ذلك، يمكن العثور على حركات التقنية الملائمة في كل من البلدان النامية والمتقدّمة. في البلدان المتقدّمة، كانت حركة التكنولوجيا الملائمة وليدة أزمة الطاقة في سبعينيات القرن العشرين وركّزت في الأساس على قضايا البيئة والاستدامة. اليوم الفكرة متعددة الأوجه؛ في بعض السياقات، يمكن وصف التكنولوجيا الملائمة على أنها أبسط مستوى للتكنولوجيا يمكنه تحقيق الهدف المنشود؛ بينما في حالاتٍ أخرى، يمكن أن تُشير إلى الهندسة التي تتوخّى الاعتبار الكافي للتداعيات الاجتماعية والبيئية. ترتبط الأوجه من خلال المتانة والحياة المستدامة.

## خلفيتها

### التاريخ

#### الأسلاف
غالبًا ما يُشار إلى الزعيم الإيديولوجي الهندي المهاتما غاندي على أنه «أب» حركة التكنولوجيا الملائمة. على الرغم من عدم إطلاقه التسمية على هذا المفهوم، إلا أن غاندي دعا إلى تكنولوجيا صغيرة ومحلية تعتمد اعتمادًا رئيسيًا على القرية لمساعدة قرى الهند على الاعتماد على الذات. اختلف مع فكرة التكنولوجيا التي عادت بالنفع على أقليةً من الناس على حساب الأغلبية أو التي جعلت الناس عاطلين عن العمل لزيادة الربح. في عام 1925، أسّس غاندي جمعية المغازل في عموم الهند، وفي عام 1935 اعتزل السياسة ليؤسّس جمعية صناعات قرية عموم الهند. ركّزت الجمعيتان على التكنولوجيا القائمة على القرية بطريقة مشابهة لحركة التكنولوجيا الملائمة في المستقبل.
نفّذت الصين أيضًا سياساتٍ مُشابهة للتكنولوجيا الملائمة في عهد ماو تسي تونغ والثورة الثقافية التي تلت عهده. خلال الثورة الثقافية، دعت سياسات التنمية التي ارتكزت على على فكرة «المشي على قدمين» إلى تطوير المصانع الكبيرة والصناعات القروية الصغيرة.

#### إي. أف. شوماخر
على الرغم من هذه الأمثلة المبكرة، يُنسب إلى الدكتور إيرنست فريدريش "فريتز" شوماخر تأسيس حركة التكنولوجيا الملائمة. عمل شوماخر، وهو خبير اقتصادي معروف، في مجلس الفحم الوطني البريطاني لأكثر من 20 عامًا، حيث ألقى باللوم على حجم عمليات الصناعة بسبب استجابتها غير المكترثة بالضرر الذي أصاب عمال المناجم. ومع ذلك، كان عمله مع البلدان النامية، مثل الهند وبورما، هو ما ساعد شوماخر في وضع المبادئ الأساسية للتكنولوجيا الملائمة.
بيّن شوماخر لأوّل مرّة فكرة «التكنولوجيا الوسيطة»، المعروفة الآن باسم التكنولوجيا الملائمة، في تقرير عام 1962 إلى لجنة التخطيط الهندية، وقد وصف فيه الهند بأن ساعات الهمل لديها طويلة ورأس المال فيها قليل، داعيًا إلى «تكنولوجيا صناعية وسيطة» تُسخّر فائض العمالة في الهند. كان شوماخر يعمل على تطوير فكرة التكنولوجيا الوسيطة لعدة سنوات قبل تقرير لجنة التخطيط. في عام 1955، بعد فترة من عمله كمستشارٍ اقتصادي لحكومة بورما، نشر دراسةً موجزة بعنوان «الاقتصاد في دولة بوذية»، وتعدّ هذه الدراسة أول نقدٍ معروف له لتأثيرات الاقتصاد الغربي على البلدان النامية. بالإضافة إلى البوذية، نسب شوماخر أفكاره إلى غاندي.
في البداية، لاقت أفكار شوماخر الرفض من قبل كل من الحكومة الهندية وكبار الاقتصاديين في مجال التنمية. مدفوعين إلى العمل بدافع القلق من أن فكرة التكنولوجيا الوسيطة قد تضعف، جمع شوماخر وجورج ماك روبي ومنصور هودا وجوليا بورتر مجموعةً قوامها 20 شخصًا تقريبًا لتشكيل مجموعة تطوير التكنولوجيا الوسيطة (ITDG) في مايو 1965. في وقتٍ لاحق من ذلك العام، جذب مقال شوماخر المنشور في صحيفة «ذا أوبزرفر» الاهتمام والدعم الكبيرين للمجموعة. في عام 1967، نشرت المجموعة «أدوات تحقيق التقدّم: دليل المعدّات الصغيرة للتنمية الريفية» وبيعت 7 آلاف نسخة. شكّلت مجموعة تطوير التكنولوجيا الوسيطة (ITDG) أيضًا مجموعات من الخبراء والممارسين حول احتياجات تقنية محدّدة (مثل تشييد المباني والطاقة والمياه) لتطوير تقنيات وسيطة لتلبية هذه الاحتياجات. في مؤتمرٍ استضافته (ITDG) عام 1968 جرى التخلي عن مصطلح «التكنولوجيا الوسيطة» والاستعاضة عنه بمصطلح «التكنولوجيا الملائمة» المستخدم في يومنا هذا. وقد انتُقدت التكنولوجيا الوسيطة لأنها تشير إلى أن التكنولوجيا أقلّ شأنًا من التكنولوجيا المتطوّرة (أو المتقدّمة) ولا تتضمّن العوامل الاجتماعية والسياسية المُدرجة في المفهوم الذي قدّمه مناصرو المصطلح. في عام 1973، وصف شوماخر مفهوم التكنولوجيا الملائمة لجمهور هائل في عمله المؤثّر «الصغير جميل: دراسة في علم الاقتصاد كما لو كان الناس مهمين».

#### الميل المتزايد
تُستخدم آلة تقشير المكسّرات العامة في أوغندا، كمثالٍ على التكنولوجيا الملائمة
بين عامي 1966 و1975، كان عدد منظمات التكنولوجيا الملائمة الجديدة التي يجري تأسيسها كل عام أكبر بثلاث مرات من السنوات التسع السابقة. كما كانت هناك زيادة في المنظمّات التي تركّز على تطبيق التكنولوجيا الملائمة بغرض حلّ مشاكل الدول الصناعية، وخاصةً المسائل المتعلّقة بالطاقة والبيئة. في عام 1977، عرّفت منظمة التعاون الاقتصادي والتنمية (OECD) في دليلها للتكنولوجيا الملائمة عن 680 منظمة تشارك في تطوير وتعزيز التكنولوجيا الملائمة. بحلول عام 1980، ارتفع هذا العدد إلى أكثر من 1000 منظمة. كما ظهرت الوكالات الدولية والإدارات الحكومية كمبتكرين رئيسيين في التكنولوجيا الملائمة، مما يشير إلى تقدمها من حركة صغيرة تكافح المعايير المعمول بها إلى خيار تكنولوجي شرعي تدعمه المؤسسة. على سبيل المثال، شكّل بنك التنمية للبلدان الأمريكية «لجنة تطبيق التكنولوجيا الوسيطة» في عام 1976 وأنشأت منظمة الصحة العالمية برنامج التكنولوجيا الملائمة للصحّة في عام 1977.
كما جرى تطبيق التكنولوجيا الملائمة بصورةٍ متزايدة في البلدان المتقدّمة. على سبيل المثال، أدّت أزمة الطاقة في منتصف سبعينيات القرن العشرين إلى إنشاء المركز الوطني للتكنولوجيا الملائمة(NCAT) في عام 1977 بتخصيصٍ مبدئي قدره 3 ملايين دولار من الكونغرس الأمريكي. أقدم المركز على رعاية تجارب إيضاحية تكنولوجية ملائمة «لمساعدة المجتمعات ذات الدخل المنخفض على إيجاد وسائل أفضل للقيام بأشياء من شأنها تحسين مستوى المعيشة، والتي يمكن إدراكها بالمهارات والموارد المتاحة». ومع ذلك، بحلول عام 1981، جرى إلغاء وكالة تمويل المركز الوطني للتكنولوجيا الملائمة(NCAT)، إدارة خدمات المجتمع. عمل المركز الوطني للتكنولوجيا الملائمة (NCAT) لعدة عقود مع وزارتي الطاقة والزراعة في الولايات المتحدة بموجب عقد لتطوير برامج التكنولوجيا الملائمة. منذ عام 2005، لم تعد حكومة الولايات المتحدة تموّل موقع الويب الإعلامي لـ (NCAT).